# Santa Cruz da Esperança
Santa Cruz da Esperança é um município brasileiro do estado de São Paulo, que faz parte da Região Metropolitana de Ribeirão Preto. Sua população estimada em 2024 era de 2.162 habitantes.

## História
Foi fundado em 1993, sendo anteriormente distrito de Cajuru desde 1923. O primeiro pleito eleitoral foi em 1996.

## Geografia
Localiza-se a uma latitude 21º17'27" sul e a uma longitude 47º25'47" oeste, estando a uma altitude de 612 metros. Possui uma área de 147,819 km².

### Rodovias
- SP-333 - Rodovia Abrão Assed

## Demografia

### População
| Crescimento populacional                             | Crescimento populacional | Crescimento populacional | Crescimento populacional |
| Ano                                                  | População Total          |                          | %±                       |
| ---------------------------------------------------- | ------------------------ | ------------------------ | ------------------------ |
| 2000                                                 | 1 796                    |                          | —                        |
| 2010                                                 | 1 953                    |                          | 8,7%                     |
| 2022                                                 | 2 116                    |                          | 8,3%                     |
| Est. 2024                                            | 2 162                    | [ 6 ]                    | 2,2%                     |
| Fontes: Censos Demográficos IBGE e Estimativas SEADE |                          |                          |                          |

### Dados demográficos
Dados do Censo - 2000
População total: 1.796
- Urbana: 1.197
- Rural: 599
- Homens: 919
- Mulheres: 877

Densidade demográfica (hab./km²): 12,15
Mortalidade infantil até 1 ano (por mil): 9,78
Expectativa de vida (anos): 74,86
Taxa de fecundidade (filhos por mulher): 2,50
Taxa de alfabetização: 90,09%
Índice de Desenvolvimento Humano (IDH-M): 0,794
- IDH-M Renda: 0,686
- IDH-M Longevidade: 0,831
- IDH-M Educação: 0,865

(Fonte: IPEADATA)

### Etnias
| Cor/Raça | Percentagem |
| -------- | ----------- |
| Branca   | 61,9%       |
| Negra    | 4,3%        |
| Parda    | 33,8%       |

Fonte: Censo 2000

## Política e administração
- Prefeito: Dimar de Brito (2013/2020)
- Vice-prefeito: Sandra Aparecida Ferri Alves (2017/2020)

## Infraestrutura

### Comunicações
O sistema de telefones automáticos foi inaugurado na cidade pela Companhia de Telecomunicações do Brasil Central (CTBC), que também implantou o sistema de discagem direta à distância (DDD) com o código de área (016).

## Religião
O Cristianismo se faz presente na cidade da seguinte forma:

### Igreja Católica
- A igreja faz parte da Arquidiocese de Ribeirão Preto.[14]

### Igrejas Evangélicas
Entre as igrejas protestantes históricas, pentecostais e neopentecostais, encontram-se na cidade:
- Assembleia de Deus Ministério do Belém.[17][18]
- Congregação Cristã no Brasil.[19]